# Ле-Бені-Бокаж
Ле-Бені́-Бока́ж (фр. Le Bény-Bocage) — колишній муніципалітет у Франції, у регіоні Нормандія, департамент Кальвадос. Населення — 1046 осіб (2011).
Муніципалітет був розташований на відстані близько 240 км на захід від Парижа, 45 км на південний захід від Кана.

## Історія
До 2015 року муніципалітет перебував у складі регіону Нижня Нормандія. Від 1 січня 2016 року належав до нового об'єднаного регіону Нормандія.
1 січня 2016 року Ле-Бені-Бокаж, Больє, Бюр-ле-Мон, Кампо, Карвіль, Етуві, Ла-Ферр'єр-Аран, Ла-Граврі, Маллуе, Монтамі, Мон-Бертран, Моншове, Ле-Рекюле, Сен-Дені-Мезонсель, Сент-Марі-Ломон, Сен-Мартен-де-Безас, Сен-Мартен-Дон, Сент-Уан-де-Безас, Сен-П'єрр-Тарантен i Ле-Турнер було об'єднано в новий муніципалітет Сулевр-ан-Бокаж.

## Демографія
Динаміка населення (INSEE ):
Розподіл населення за віком та статтю (2006):
| Стать | Всього | До 15 років | 15-24 | 25-44 | 45-64 | 65-85 | Понад 85 |
| --- | ------ | ----------- | ----- | ----- | ----- | ----- | -------- |
| Чоловіки | 448    | 92          | 40    | 132   | 108   | 72    | 4        |
| Жінки | 508    | 84          | 56    | 132   | 100   | 124   | 12       |
| \| Статево-вікова піраміда \| Статево-вікова піраміда \| Статево-вікова піраміда \| \| ----------------------- \| ----------------------- \| ----------------------- \| \| Чоловіки \| Вік \| Жінки \| \| 4 \| 85 + \| 12 \| \| 20 \| 80-84 \| 44 \| \| 16 \| 75-79 \| 28 \| \| 20 \| 70-74 \| 28 \| \| 16 \| 65-69 \| 24 \| \| 24 \| 60-64 \| 20 \| \| 8 \| 55-59 \| 24 \| \| 32 \| 50-54 \| 24 \| \| 44 \| 45-49 \| 32 \| \| 36 \| 40-44 \| 28 \| \| 40 \| 35-39 \| 36 \| \| 36 \| 30-34 \| 44 \| \| 20 \| 25-29 \| 24 \| \| 16 \| 20-24 \| 32 \| \| 24 \| 15-20 \| 24 \| \| 12 \| 10-14 \| 20 \| \| 28 \| 5-9 \| 24 \| \| 52 \| 0-4 \| 40 \| |        |             |       |       |       |       |          |
| Статево-вікова піраміда |        |             |       |       |       |       |          |
| Чоловіки | Вік    | Жінки       |       |       |       |       |          |
| 4 | 85 +   | 12          |       |       |       |       |          |
| 20 | 80-84  | 44          |       |       |       |       |          |
| 16 | 75-79  | 28          |       |       |       |       |          |
| 20 | 70-74  | 28          |       |       |       |       |          |
| 16 | 65-69  | 24          |       |       |       |       |          |
| 24 | 60-64  | 20          |       |       |       |       |          |
| 8 | 55-59  | 24          |       |       |       |       |          |
| 32 | 50-54  | 24          |       |       |       |       |          |
| 44 | 45-49  | 32          |       |       |       |       |          |
| 36 | 40-44  | 28          |       |       |       |       |          |
| 40 | 35-39  | 36          |       |       |       |       |          |
| 36 | 30-34  | 44          |       |       |       |       |          |
| 20 | 25-29  | 24          |       |       |       |       |          |
| 16 | 20-24  | 32          |       |       |       |       |          |
| 24 | 15-20  | 24          |       |       |       |       |          |
| 12 | 10-14  | 20          |       |       |       |       |          |
| 28 | 5-9    | 24          |       |       |       |       |          |
| 52 | 0-4    | 40          |       |       |       |       |          |

## Економіка
2010 року серед 583 осіб працездатного віку (15—64 років) 429 були активними, 154 — неактивними (показник активності 73,6%, у 1999 році було 70,3%). З 429 активних мешканців працювало 396 осіб (211 чоловіків та 185 жінок), безробітними було 33 (17 чоловіків та 16 жінок). Серед 154 неактивних 52 особи були учнями чи студентами, 74 — пенсіонерами, 28 були неактивними з інших причин.

У 2010 році в муніципалітеті числилось 438 оподаткованих домогосподарств, у яких проживали 1031,5 особи, медіана доходів виносила 17 174 євро на одного особоспоживача